# Muromonab-CD3
Muromonab-CD3 (tên thương mại Orthoclone OKT3, được bán bởi Janssen-Cilag) là một loại thuốc ức chế miễn dịch được dùng để giảm thải ghép cấp tính ở bệnh nhân ghép tạng. Nó là một kháng thể đơn dòng nhắm vào thụ thể CD3, một protein màng trên bề mặt tế bào T. Đó là kháng thể đơn dòng đầu tiên được chấp thuận cho sử dụng lâm sàng ở người.

## Lịch sử
Muromonab-CD3 (OKT3) đã được Cơ quan Quản lý Thực phẩm và Dược phẩm Hoa Kỳ (FDA) phê duyệt năm 1985, khiến nó trở thành kháng thể đơn dòng đầu tiên được chấp thuận ở bất cứ nơi nào dưới dạng thuốc cho người. Tại Cộng đồng Châu Âu, đây là loại thuốc đầu tiên được phê duyệt theo chỉ thị 87/22 / EWG, tiền thân của hệ thống phê duyệt tập trung của Cơ quan Dược phẩm Châu Âu (EMEA) trong Liên minh Châu Âu. Quá trình này bao gồm một đánh giá của Ủy ban về các sản phẩm thuốc độc quyền (CPMP, nay là CHMP) và sự chấp thuận sau đó của các cơ quan y tế quốc gia; ở Đức, ví dụ, vào năm 1988 bởi Viện Paul Ehrlich ở Frankfurt. Tuy nhiên, nhà sản xuất Muromonab-CD3 đã tự nguyện rút  nó khỏi thị trường Hoa Kỳ do giảm sử dụng; nguồn cung OKT3 hiện tại dự kiến sẽ cạn kiệt vào giữa năm 2010.

## Chỉ định
Muromonab-CD3 được chấp thuận để điều trị thải ghép cấp tính, glucocorticoid đối với các ca ghép thận, tim và gan allogeneic. Không giống như các kháng thể đơn dòng basiliximab và daclizumab, nó không được chấp thuận để dự phòng từ chối cấy ghép, mặc dù một đánh giá năm 1996 đã cho thấy nó an toàn cho mục đích đó.
Nó cũng đã được nghiên cứu để sử dụng trong điều trị bệnh bạch cầu lymphoblastic cấp tính tế bào T. 

## Dược lực học và hóa học
Tế bào T nhận ra kháng nguyên chủ yếu thông qua thụ thể tế bào T. Thụ thể này cần nhiều đồng thụ thể khác nhau để hoạt động, một trong số đó là CD3. Phức hợp thụ thể tế bào T-CD3 truyền tín hiệu cho tế bào T sinh sôi nảy nở và tấn công kháng nguyên.
Muromonab-CD3 là một kháng thể IgG2a đơn dòng chuột (chuột) được tạo ra bằng công nghệ hybridoma. Nó liên kết với phức hợp thụ thể tế bào T-CD3 (cụ thể là chuỗi epsilon CD3) trên bề mặt của các tế bào T lưu hành, ban đầu dẫn đến kích hoạt, nhưng sau đó gây ra tắc nghẽn và apoptosis của các tế bào T. Điều này bảo vệ cấy ghép chống lại các tế bào T. Sau khi áp dụng muromonab-CD3, chức năng tế bào T bình thường được cho là sẽ được phục hồi trong vòng một tuần. Khi dùng cho cảm ứng cấy ghép, thuốc được dùng hàng ngày sau đó tối đa 7 ngày.
Các kháng thể đơn dòng mới hơn đang được phát triển với cơ chế hoạt động tương tự bao gồm otelixizumab (còn được gọi là TRX4), teplizumab (còn được gọi là hOKT3γ1 (Ala-Ala)) và visilizumab (với tên thương mại dự kiến là Nuvion). Họ đang được điều tra để điều trị các bệnh khác như bệnh Crohn, viêm loét đại tràng và tiểu đường tuýp 1. Sự phát triển hơn nữa của teplizumab là không chắc chắn, do dữ liệu một năm từ một thử nghiệm giai đoạn III gần đây là "đáng thất vọng".

## Tác dụng phụ
Đặc biệt trong lần truyền đầu tiên, sự gắn kết của muromonab-CD3 với CD3 có thể kích hoạt các tế bào T để giải phóng các cytokine như yếu tố hoại tử khối u và interferon gamma. Hội chứng giải phóng cytokine hay CRS này bao gồm các tác dụng phụ như phản ứng da, mệt mỏi, sốt, ớn lạnh, đau đầu, buồn nôn và tiêu chảy, và có thể dẫn đến các tình trạng đe dọa đến tính mạng như ngưng thở, ngừng tim và phù phổi.. Để giảm thiểu nguy cơ CRS và bù đắp một số tác dụng phụ của bệnh nhân, glucocorticoids (như methylprednisolone), acetaminophen và diphenhydramine được tiêm trước khi truyền.
Các tác dụng phụ khác bao gồm giảm bạch cầu, cũng như tăng nguy cơ nhiễm trùng nặng và ác tính điển hình của các liệu pháp ức chế miễn dịch. Tác dụng phụ về thần kinh như viêm màng não vô khuẩn và bệnh não đã được quan sát. Có thể, chúng cũng được gây ra bởi sự kích hoạt tế bào T.
Áp dụng lặp đi lặp lại có thể dẫn đến tachyphylaxis (giảm hiệu quả) do sự hình thành các kháng thể chống chuột ở bệnh nhân, làm tăng tốc độ loại bỏ thuốc. Nó cũng có thể dẫn đến phản ứng phản vệ chống lại protein chuột, có thể khó phân biệt với CRS.

## Chống chỉ định
Ngoại trừ trong những trường hợp đặc biệt, thuốc chống chỉ định cho bệnh nhân bị dị ứng với protein chuột, cũng như bệnh nhân bị suy tim không bù, tăng huyết áp không kiểm soát được hoặc động kinh. Nó không nên được sử dụng trong khi mang thai hoặc cho con bú.

## Từ nguyên
Muromonab-CD3 đã được phát triển trước khi danh pháp kháng thể đơn dòng của WHO có hiệu lực, và do đó tên của nó không tuân theo quy ước này. Thay vào đó, nó là một sự co lại từ "murine monoclonal antibody targeting CD3".